# Bej
Beg, bej nebo bey je původně turecké označení kmenového náčelníka v muslimských zemích, zhruba odpovídající evropskému titulu vévody. Od 19. století se beg chápal jako titul některých panovníků, ale také vysokých důstojníků a úředníků, zejména přednostů okresů, zvaných beglik, bejlik. Správce provincie nebo kraje, jemuž podléhala řada begů, užíval titul begler-begi, bejler-beji. V současném úzu se používá jako zdvořilé oslovení, většinou ve spojení s prvním (rodným) jménem. Ženská forma je bégam, begum, bejim a užívala se jako titul muslimských panovnických vdov, ale také princezen, například v Indii.